# Tuditànids
Els tuditànids (Tuditanidae) són una família extinta de lepospòndils que visqueren a la fi del període Carbonífer en el que avui són els Estats Units, Canadà i la República Txeca. Està representat pels gèneres Boii, Crinodon i Tuditanus.
Asaphestra, que abans es pensava que era el membre de Tuditanidae, va ser reclassificat com a sinàpsid primitiu el 2020.